# Mattéo Nkurunziza
Mattéo Nkurunziza (2 juni 2004) is een Burundees-Belgisch voetballer die onder contract ligt bij RWDM.

## Clubcarrière
Nkurunziza sloot zich pas als tiener voor het eerst aan bij een voetbalclub: Union Rixensartoise, de club waar hij slechts een paar minuten vandaan woonde. Nkurunziza begon er als veldspeler, maar belandde er uiteindelijk in doel. In 2020 stape hij over naar RWDM, waar hij door een tekort aan doelmannen bij de beloftenploeg de U18 oversloeg.
In 2021 ondertekende Nkurunziza zijn eerste profcontract bij RWDM. In de seizoenen nadien bleef hij voor de jeugdelftallen van RWDM spelen, al maakte hij als invallersdoelman wel vast deel uit van de A-kern.

## Interlandcarrière
Op 22 maart 2024 maakte Nkurunziza zijn interlanddebuut voor Burundi: bondscoach Etienne Ndayiragije liet hem starten in de vriendschappelijke interland tegen Madagaskar. In diezelfde interland maakte met Lucien Delaigle nog een andere speler van de RWDM-beloften zijn interlanddebuut voor Burundi.
| Interlands van Mattéo Nkurunziza | Interlands van Mattéo Nkurunziza | Interlands van Mattéo Nkurunziza | Interlands van Mattéo Nkurunziza | Interlands van Mattéo Nkurunziza | Interlands van Mattéo Nkurunziza | Interlands van Mattéo Nkurunziza |
| No.                              | Datum                            | Wedstrijd                        | Uitslag                          | Soort Wedstrijd                  | Doelpunten                       |                                  |
| Als speler bij RWDM              | Als speler bij RWDM              | Als speler bij RWDM              | Als speler bij RWDM              | Als speler bij RWDM              | Als speler bij RWDM              | Als speler bij RWDM              |
| -------------------------------- | -------------------------------- | -------------------------------- | -------------------------------- | -------------------------------- | -------------------------------- | -------------------------------- |
| 1.                               | 22 maart 2024                    | Madagaskar – Burundi             | 1 – 0                            | Vriendschappelijk                | -                                |                                  |
| Totaal                           | Totaal                           | Totaal                           | Totaal                           | Totaal                           | -                                |                                  |

Bijgewerkt tot 26 maart 2024
1 Lathouwers ·
3 Halilou ·
4 Doudaev ·
5 De Sart ·
6 Halifa ·
7 Montes ·
8 Abe ·
9 Parzyszek ·
10 Robail ·
11 Ziani ·
15 Laâziri ·
17 Barry ·
20 Poku ·
21 Marsoni ·
22 Soelle Soelle ·
23 Del Piage ·
26 Kestens ·
28 Hubert ·
29 Maurer ·
30 Baghli ·
31 Dodeigne ·
43 Sousa ·
49 Sapata ·
51 Preijs ·
53 Messad-Kouchiche ·
60 Awudu ·
70 Nkurunziza ·
77 Biron ·
83 Lemmens ·
84 El Arouch ·
99 Benjdida ·
Coach: Ferrera
· Assistent-coach: Baherlé
· Assistent-coach: De Camargo